# HDC신라면세점
HDC신라면세점은 면세업계 최초의 대기업 합작투자회사로 HDC그룹의 복합시설 개발 노하우와 호텔신라의 30여년의 면세 운영경험을 바탕으로 용산아이파크몰내 HDC신라면세점(주)을 새롭게 선보이고 있다.
국내 최대규모의 CGV 멀티플렉스 극장,1호선,중앙선,KTX등을 아우르는 용산역에 위치한 시내면세점이다. 또한 2,500대 규모의 주차시설을 겸비한 용산아이파크몰 내에 자리하여 내국인에게는 부담없이 풍성한 쇼핑경험을 제공하고, 서울 시내면세점에서는 찾아볼 수 없는 버스주차장(2,600평, 144대)을 단독으로 보유 단체관광객도 편리하게 방문하여 쇼핑을 즐길 수 있는 기회를 제공한다.

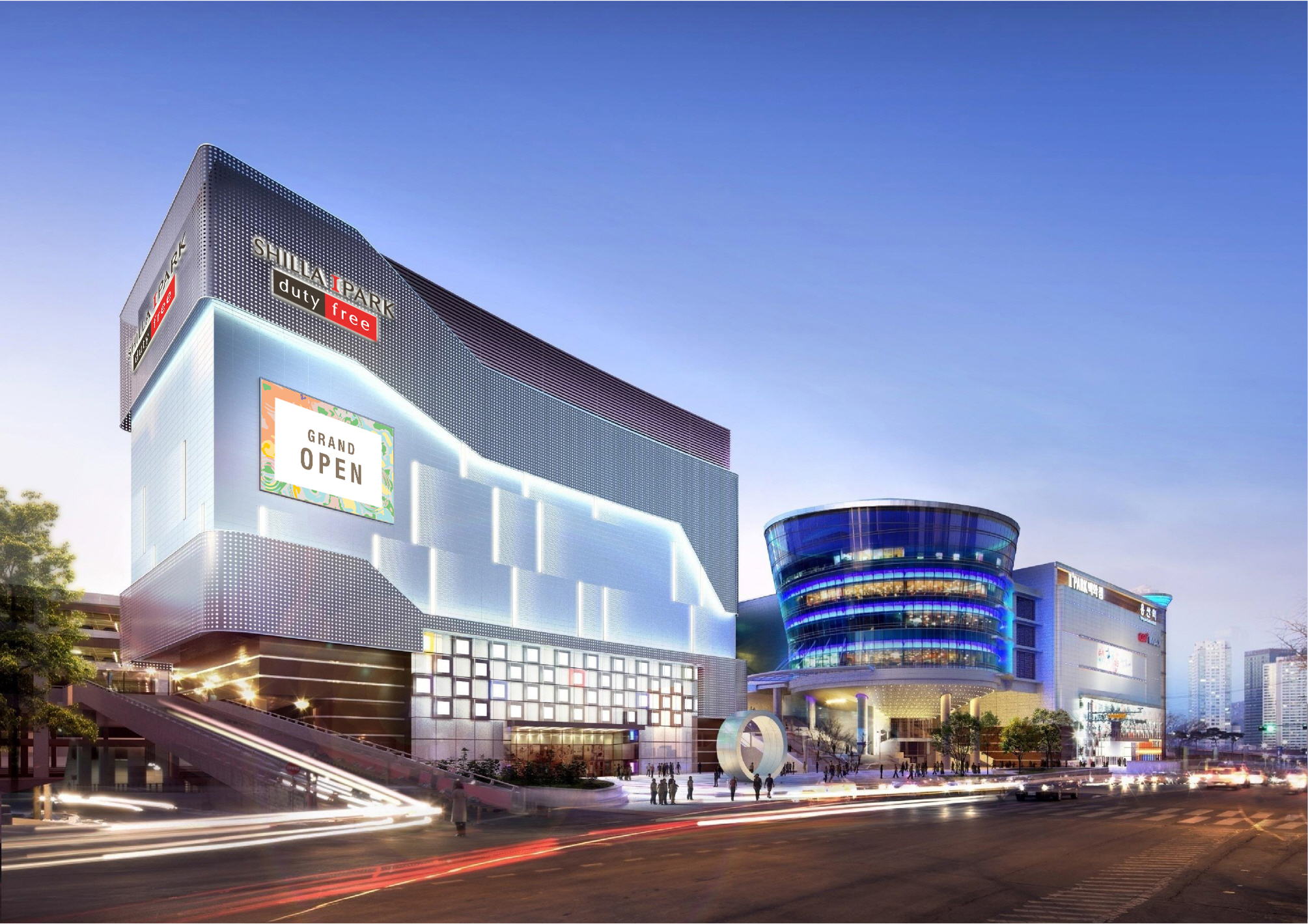

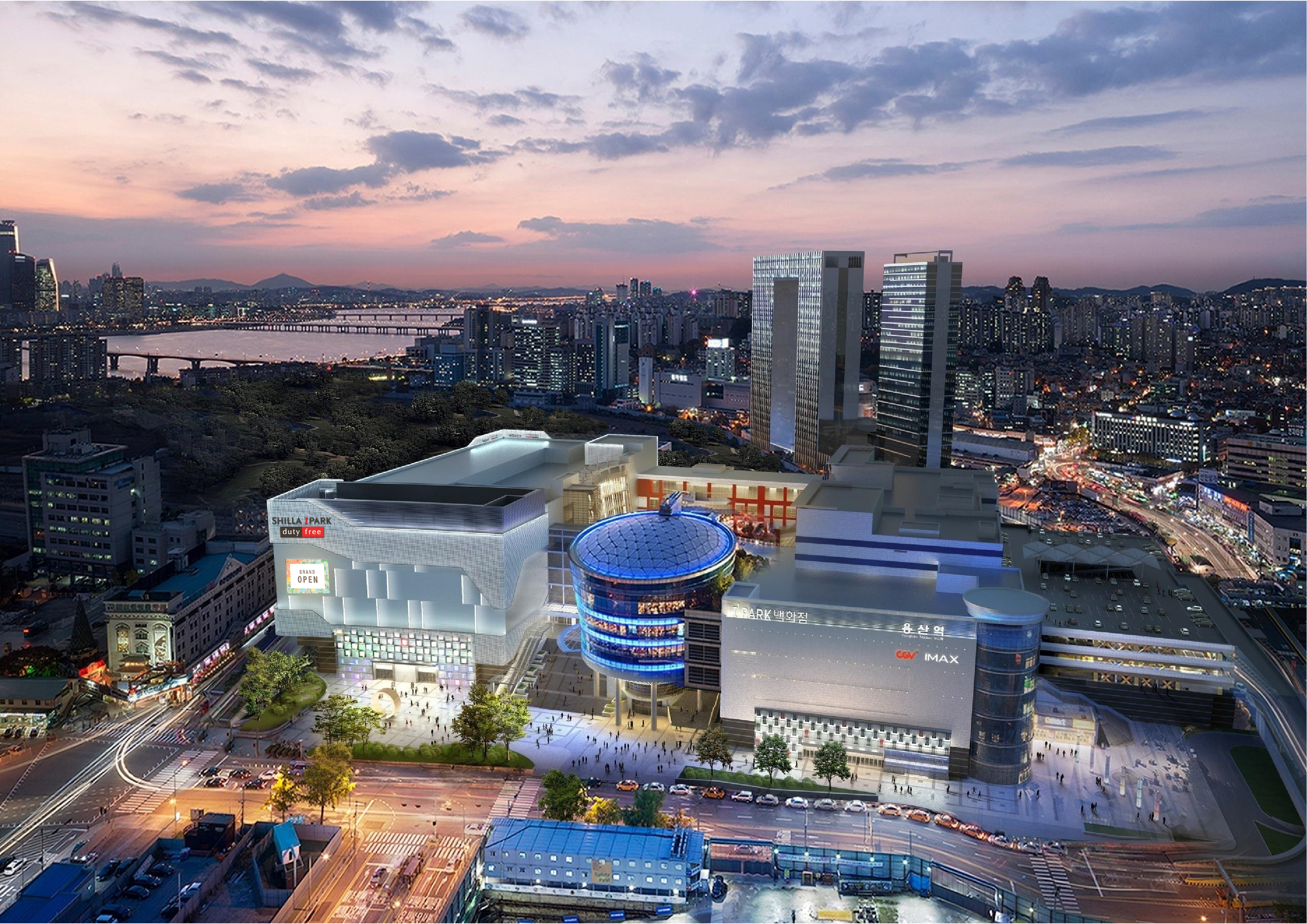

1. 운영시간: 10:30~19:30 (연중무휴 운영)
2. 대표전화: 1688-8800
3. 주소: 서울특별시 용산구 한강대로 23길 55 (아이파크몰 3-7층)

HDC신라면세점 용산점
신라아이파크면세점은 600여 개의 브랜드가 입점된 국내 최대 규모의 도심형 면세점으로, 한층 더 여유롭고 특별한 쇼핑을 즐길 수 있다. 
- 3F Cosmetic & Perfume, Luxury Watch & Jewelry : 럭셔리 코스메틱, 하이엔드 워치&주얼리 매장
- 4~5F Luxury Fashion & Watch & Jewelry : 럭셔리 패션 브랜드 입점 매장

신라아이파크인터넷면세점
KR 사이트: https://www.shillaipark.com/estore/kr/ko
CN 사이트: https://www.shillaipark.com/estore/kr/zh